# اسپنسر میلگن
اسپنسر میلگن (انگلیسی: Spencer Milligan؛ زادهٔ ۱۰ سپتامبر ۱۹۳۷ – درگذشتهٔ ۱۸ آوریل ۲۰۲۴) بازیگر اهل ایالات متحده آمریکا بود.
از فیلم‌ها یا مجموعه‌های تلویزیونی که وی در آن‌ها نقش داشته است، می‌توان به درخواب‌فرورفته اشاره نمود.